# ولادیمیر پوتین
ولادیمیر ولادیمیرُویچ پوتین (زادهٔ ۷ اکتبر ۱۹۵۲) سیاستمدار روس، افسر اطلاعاتی پیشین و رئیس‌جمهور کنونی روسیه است. او از سال ۲۰۱۲ این مقام را دارد و پیش از آن نیز از سال ۱۹۹۹ تا ۲۰۰۸ در این مقام بود. همچنین او از سال ۱۹۹۹ تا ۲۰۰۰ و مجدداً از سال ۲۰۰۸ تا ۲۰۱۲ نخست‌وزیر روسیه بود. پوتین پس از الکساندر لوکاشنکو، دومین رئیس‌جمهور اروپایی است که طولانی‌ترین مدت دورهٔ ریاست‌جمهوری را داشته است.
پوتین دانش‌آموختهٔ رشتهٔ حقوق از دانشگاه دولتی سن پترزبورگ به سال ۱۹۷۵ است. او برای ۱۶ سال افسر اطلاعاتی خارجی کاگ‌ب بود و پیش از کناره‌گیری‌اش در سال ۱۹۹۱ به منظور آغاز فعالیت سیاسی در سن‌پترزبورگ، به درجهٔ سرهنگ دومی این نهاد امنیتی روسیه رسید. سپس در سال ۱۹۹۶ به مسکو رفت تا به کابینهٔ رئیس‌جمهور بوریس یلتسین بپیوندد. او مدت کوتاهی را به‌عنوان راهبر سرویس امنیت فدرال روسیه (FSB) و وزیر شورای امنیت، پیش از برگزیده شدن به نخست‌وزیری در اوت ۱۹۹۹ فعالیت کرد. پس از استعفای یلتسین، کمتر از چهار ماه پس از گزینش بی‌درنگش برای نخستین دوره ریاست‌جمهوری، پوتین رئیس‌جمهور کنشگر شده و دوباره در سال ۲۰۰۴ نیز رئیس‌جمهور شد. از آنجا که در آن زمان از نظر قانون اساسی دوره ریاست‌جمهوری‌اش به دو دورهٔ پیاپی محدود شده‌بود؛ پوتین مجدداً از سال ۲۰۰۸ تا ۲۰۱۲ تحت سرپرستی دمیتری مدودف به‌عنوان نخست‌وزیر فعالیت کرد. همزمان با اعتراضات مخالفان، او در انتخابات سال ۲۰۱۲ به ریاست‌جمهوری بازگشت و مجدداً در سال ۲۰۱۸ برای ریاست‌جمهوری انتخاب شد.
طی نخستین دوران ریاست جمهوری پوتین، اقتصاد روسیه به‌مدت هشت سال پیاپی رشد کرد، به‌طوری‌که GDP اندازه‌گیری‌شده بر حسب قدرت خرید ۷۲٪ افزایش یافت، درآمدهای حقیقی با ضریب ۲٫۵ رشد کرده و دستمزدها نیز بیش از سه برابر شدند؛ بیکاری و فقر به کمتر از نصف رسیدند و خرسندی خودارزیابی‌شدهٔ روس‌ها از زندگی خود به میزان اعتناپذیری افزایش‌یافت. این رشد نتیجهٔ این موارد بود: افزایش پنج برابری در قیمت نفت و گاز که عمدهٔ صادرات روسیه را تشکیل می‌دهد، بازیابی از رکود پسا-کمونیستی و بحران‌های مالی، افزایش سرمایه‌گذاری خارجی و سیاست‌های محتاطانه اقتصادی و مالی. همچنین پوتین باعث پیروزی روسیه در جنگ دوم چچن شد. تحت نخست‌وزیری مدودف، اصلاحات نظامی و سیاسی بزرگ‌مقیاس و همچنین پیروزی روسیه را در جنگ روسیه و گرجستان پیریزی کرد. طی سومین دوره ریاست‌جمهوری‌اش، سقوط قیمت نفت همراه با تحریم‌های اعمال‌شده از آغاز سال ۲۰۱۴، پس از مداخله نظامی روسیه در اوکراین و الحاق کریمه، منجر به کاهش GDP به ۳٫۷٪ تا سال ۲۰۱۵ گشت، گرچه که اقتصاد روسیه تا ۲۰۱۶ رشد ۰٫۳ درصدی را در GDP تجربه نمود. سایر پیشرفت‌ها تحت رهبری پوتین شامل این مواردند: ساخت خط لوله، ترمیم سامانهٔ ناوبری ماهواره‌ای گلوناس و ایجاد زیرساخت‌های رویدادهای بین‌المللی چون المپیک زمستانی ۲۰۱۴ در سوچی و جام جهانی فوتبال ۲۰۱۸.
در فوریهٔ ۲۰۲۲، در دوره چهارم ریاست‌جمهوری‌اش، پوتین تهاجم تمام‌عیاری به اوکراین آغاز کرد که محکومیت بین‌المللی را به دنبال داشت و منجر به گسترش تحریم‌ها شد. در سپتامبر ۲۰۲۲، او چهار منطقه اوکراینی را به زور به روسیه ضمیمه کرد. در مارس ۲۰۲۳، دیوان کیفری بین‌المللی به دلیل مسئولیت ادعایی پوتین در جنایت جنگی مرتبط با کودک‌ربایی غیرقانونی در طول جنگ، حکم بازداشت او را صادر کرد. در آوریل ۲۰۲۱، پس از یک همه‌پرسی، او اصلاحات قانون اساسی را امضا کرد که شامل ماده‌ای بود که به او اجازه می‌داد دو بار دیگر برای انتخابات نامزد شود و به‌طور بالقوه ریاست‌جمهوری‌اش را تا سال ۲۰۳۶ تمدید کند. در مارس ۲۰۲۴، او برای یک دوره دیگر دوباره انتخاب شد.
تحت رهبری پوتین، نظام سیاسی روسیه به یک دیکتاتوری اقتدارگرا با کیش شخصیتی تبدیل شده است. مشخصه حکومت او، فساد فراگیر و نقض گستردهٔ حقوق بشر شامل زندانی و سرکوب مخالفان سیاسی، ارعاب و سرکوب مطبوعات مستقل در روسیه، و فقدان انتخابات آزاد و منصفانه بوده است. روسیه دربارهٔ این موارد نمرهٔ ضعیفی را در شاخص ادراک فساد متعلق به شفافیت بین‌الملل، شاخص مردم‌سالاری متعلق به واحد اطلاعات اکونومیست و شاخص آزادی در جهان متعلق به خانه آزادی کسب کرده است.

## اوایل زندگی
ولادیمیر ولادیمیرُویچ پوتین در ۷ اکتبر ۱۹۵۲ میلادی در لنینگراد، روسیه شوروی، اتحاد شوروی (سن پترزبورگ کنونی)، به دنیا آمد. او کوچک‌ترین فرزند از سه فرزند ولادیمیر اسپیریدونوویچ پوتین (۱۹۱۱–۱۹۹۹) و ماریا ایوانوونا پوتین (نام تولد: شلمونووا؛ ۱۹۱۱–۱۹۹۸) است. اسپیریدون پوتین، پدربزرگ ولادیمیر پوتین آشپز شخصی ولادیمیر لنین و ژوزف استالین بود. تولد پوتین قبل از مرگ دو برادر او به نام‌های ویکتور و آلبرت بود که اواسط دههٔ ۱۹۳۰ میلادی متولد شده‌بودند. آلبرت در خردسالی و ویکتور نیز بر اثر دیفتری طی محاصره لنینگراد توسط قوای آلمان نازی در جنگ جهانی دوم فوت کردند.
مادر پوتین کارگر کارخانه و پدرش در نیروی دریایی شوروی خدمت وظیفه عمومی کرد. پدرش اوایل دهه ۱۹۳۰ میلادی طی وظیفهٔ عمومی خود، در دسته زیردریایی خدمت کرد. اوایل جنگ جهانی دوم، پدر او در گردان تخریب NKVD خدمت کرد. بعدها به ارتش عادی منتقل شد و در ۱۹۴۲ میلادی به شدت زخمی شد. مادربزرگ مادری پوتین توسط اشغالگران آلمانی در منطقه تور طی ۱۹۴۱ میلادی کشته شده و دایی‌های او طی جنگ جهانی دوم در جبههٔ شرقی ناپدید شدند.
در ۱ سپتامبر ۱۹۶۰ میلادی، پوتین شروع به تحصیل در مدرسهٔ شماله ۱۹۳ در «باسکوف لین» نزدیک خانه‌اش کرد. او یکی از معدود دانش‌آموزان کلاس تقریباً ۴۵ نفره بود که هنوز عضو سازمان جوانان پیشتاز نشده‌بود. در سن ۱۲ سالگی شروع به تمرین سامبو و جودو کرد. او در اوقات فراغت از مطالعه مارکس، انگلس و لنین لذت می‌برد. پوتین آلمانی را در دبیرستان شماله ۲۸۱ سن پترزبورگ مطالعه کرده و به زبان آلمانی تکلم می‌کند.
پوتین حقوق را طی سال ۱۹۷۰ میلادی در دانشگاه دولتی لنینگراد که به نام آندری ژدانف نام‌گذاری شده‌بود (اکنون به نام دانشگاه دولتی سن پترزبورگ) مطالعه کرد و در ۱۹۷۵ میلادی از آنجا فارغ‌التحصیل گشت. تز او در مورد «اصل تجاری دول کامل الوداد در حقوق بین‌الملل» بود. همزمان با تحصیل در آنجا، او ملزم به پیوستن در حزب کمونیست اتحاد شوروی شد و در آنجا تا زمان از بین رفتن آن حزب (در اوت ۱۹۹۱ میلادی غیرقانونی اعلام شد) به عنوان یک عضو باقی ماند. پوتین با آناتولی سابچاک، استادیاری که قانون تجارت تدریس می‌کرد و بعدها مؤلف مشترک قانون اساسی روسیه و توطئه‌های فسادی که به هدف خرابکاری در فرانسه صورت می‌پذیرفت شد. پوتین بر حرفهٔ سابچاک در سن پترزبورگ و سابچاک نیز به‌طور متقابل بر حرفهٔ پوتین در مسکو اثرگذار بود.

## حرفه کاگ‌ب

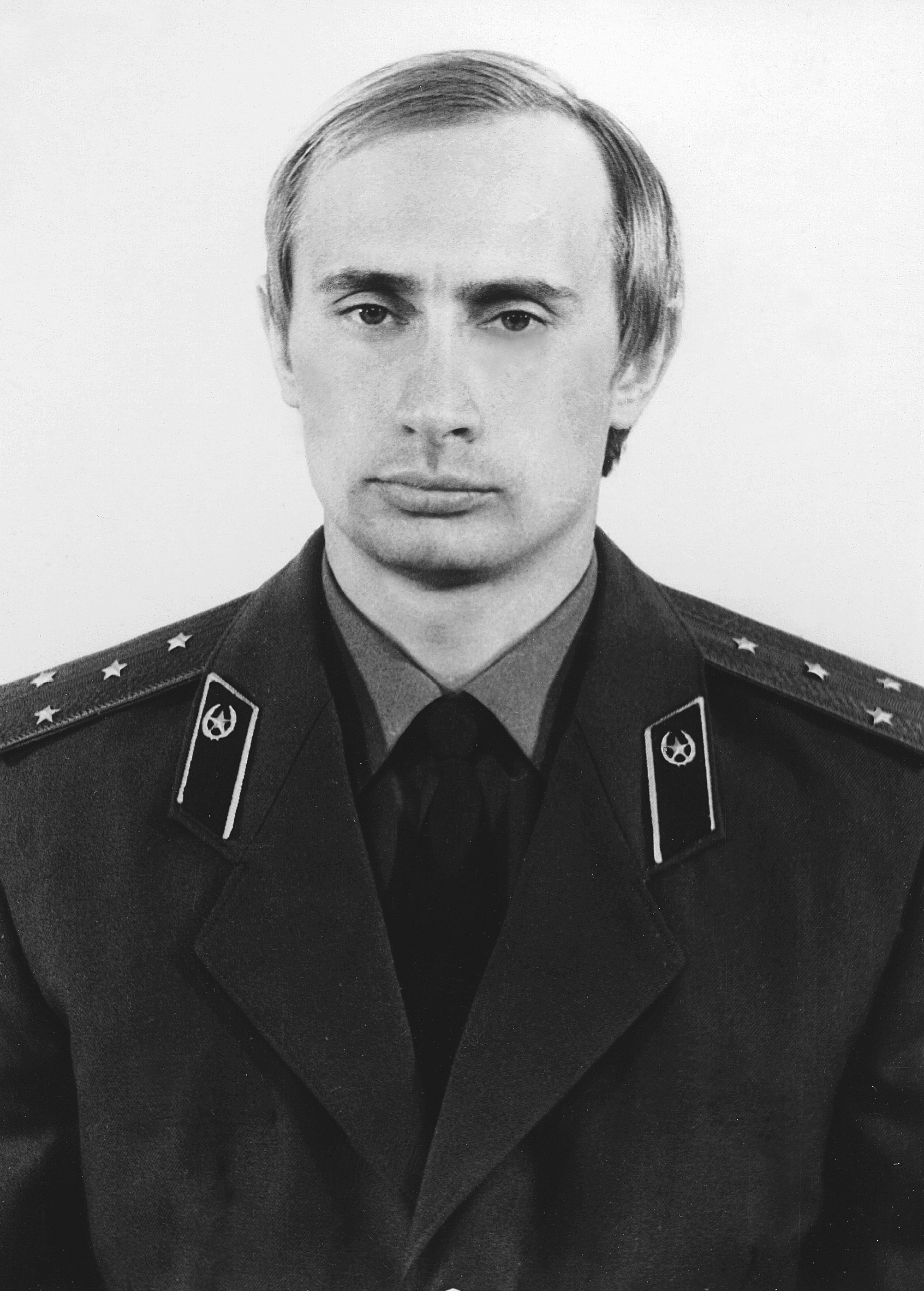
در کاگ‌ب، حدود ۱۹۸۰ میلادی

در ۱۹۷۵ میلادی، پوتین به کاگ‌ب پیوست و در ۴۰۱مین مدرسه کاگ‌ب در اوختای لنینگراد آموزش دید. او پس از تعلیم دیدن در آن مدرسه، قبل از این که به اولین اداره ارشد منتقل شود، در دومین اداره ارشد (ضداطلاعاتی) کار کرد، جایی که خارجیان و مقامات کنسولی را در لنینگراد رصد می‌نمود. در سپتامبر ۱۹۸۴ میلادی، پوتین به مسکو فرستاده شد تا در مؤسسه پرچم قرمز یوری آندروپوف آموزش ببیند. او از ۱۹۸۵ تا ۱۹۹۰ میلادی در درسدن، آلمان شرقی، با یک هویت پوششی به عنوان مترجم خدمت کرد. این دوره از حرفه او غالباً غیرشفاف است.
ماشا گسن، یکی از روسی-آمریکاییانی که زندگی‌نامه‌ای را برای پوتین تألیف کرده، اعلام نموده است که: «پوتین و همکارانش غالباً به جمع‌آوری بریده‌های جراید تقلیل یافته‌اند، لذا به انباشت انبوهی از اطلاعات بی‌مصرف حاصل از کاگ‌ب کمک می‌کنند». همچنین اهمیت کار پوتین توسط جاسوس ارشد سابق اشتازی، مارکوس ولف و همکار سابق پوتین در کاگ‌ب به نام ولادیمیر اوسولتسِف کم‌اهمیت پنداشته شده است. به گفته کاترین بلتون روزنامه‌نگار، این کم‌اهمیت نشان دادن در حقیقت پوششی برای درگیری پوتین در هماهنگی‌های کاگ‌ب و پشتیبانی از فراکسیون ارتش سرخ تروریستی بوده است، فراکسیونی که اعضایش اغلب با پشتیبانی اشتازی در آلمان شرقی پنهان شده بودند و درسدن به عنوان شهرکی «حاشیه‌ای» با حضور کمرنگی از خدمات امنیتی غربی در نظر گرفته می‌شد.
به گفته منبعی بی‌نام که عضو سابقی از RAF بود، در یکی از جلسات درسدن، شبه‌نظامیان فهرستی از اسلحه‌هایی را به پوتین ارائه نمودند که بعدها به RAF در آلمان غربی تحویل داده شد. کلاوس زوکولد، که مدعی‌اند توسط پوتین به کار گرفته شد، گفت مورد اخیر نیز یک نئو-نازی به نام «رینر سونتاگ» را به کار بسته و همچنین تلاش نمود تا مؤلف مطالعاتی بر روی سموم را نیز مورد استفاده قرار دهد. همچنین پوتین طبق گزارش‌ها، با آلمانی‌ها ملاقات نمود تا در زمینه امور ارتباطات بی‌سیم همراه با یک مفسر به کار گرفته شود. او به دلیل سفر مهندسان آلمانی که توسط خودش به کار گرفته شده بودند، درگیر فناوری‌های ارتباطی بیسیم در آسیای جنوب-شرقی بود. این مهندسان به آسیای جنوب-شرقی و غرب سفر می‌کردند.
براساس زندگی‌نامه رسمی پوتین، طی سقوط دیوار برلین که در ۹ نوامبر ۱۹۸۹ شروع شد، او پرونده‌های مرکز فرهنگی شوروی (خانه دوستی) و ویلای کاگ‌ب در درسدن را برای مقامات رسمی که خواستار آلمان متحد بودند ذخیره کرد تا معترضینی همچون عوامل کاگ‌ب و اشتازی را از به‌دست آوردن و نابودیشان بازدارد. سپس اعتقاد بر این است تکه تنها پرونده‌های کاگ‌ب را طی چند ساعت سوزاند، اما آرشیوهای مرکز فرهنگی شوروی را برای مقامات آلمانی نگه داشت. هیچ چیز در مورد ملاک‌های انتخاب پرونده‌هایی که باید سوزانده می‌شدند گفته نشده؛ مثلاً در رابطه با پرونده‌های اشتازی یا در مورد پرونده‌های سایر آژانس‌های جمهوری دموکراتیک آلمان یا شوروی. او توضیح داد که بسیاری از اسناد صرفاً به این دلیل برای آلمان باقی گذاشته شدند که دیگر کوره منفجر شد. اما بسیاری از اسناد ویلای کاگ‌ب به مسکو ارسال گشت.
پس از فروپاشی دولت کمونیستی آلمان شرقی، پوتین در نظر داشت تا از فعالیت در خدمات کاگ‌ب استعفاء دهد، چرا که ظن‌هایی حول وفاداری او طی اعتراضات در درسدن و پیش‌تر پدیدار گشته بود، گرچه که کاگ‌ب و ارتش سرخ شوروی هنوز هم در آلمان شرقی عملیات می‌کرد و اوایل ۱۹۹۰ به عنوان عضوی از «ذخیره فعال» به لنینگراد بازگشت، جاییکه به مدت سه ماه با بخش امور بین‌المللِ دانشگاه دولتی سن پترزبورگ کار کرد و به نایب-رئیس آنجا، «یوری مولچانوف»، در حالی که بر روی تز دکترایش کار می‌کرد گزارش می‌نمود.
در آنجا، او به دنبال جذب نیروهای جدیدی برای کاگ‌ب بود و دانشجویان را زیر نظر داشته و دوستی‌اش را با استاد اسبق، آناتولی سابچاک تجدید نمود، کسی که به مدت کوتاهی پس از آن شهردار لنینگراد شد. پوتین مدعی است که با رتبه سرهنگ دومی در ۲۰ اوت ۱۹۹۱ میلادی انصراف داد؛ یعنی در روز دوم از تلاش جهت کودتا در شوروی در مقابل رئیس‌جمهور شوروی، میخائیل گورباچف. پوتین گفت: «به محض شروع کودتا، من فوراً تصمیم گرفتم که کدام سمتم»، گرچه که او نیز خاطرنشان کرد که این انتخاب سخت بود، چرا که بهترین بخش زندگیش‌اش را با «ارگان‌ها» سپری نموده بود.
پوتین در ۱۹۹۹ میلادی، کمونیسم را این‌گونه توصیف نمود: «کوچه بن‌بستی، بسیار دور از جریان اصلی تمدن».

## حرفه سیاسی

### ۱۹۹۰–۱۹۹۶: اداره سنت پترزبورگ

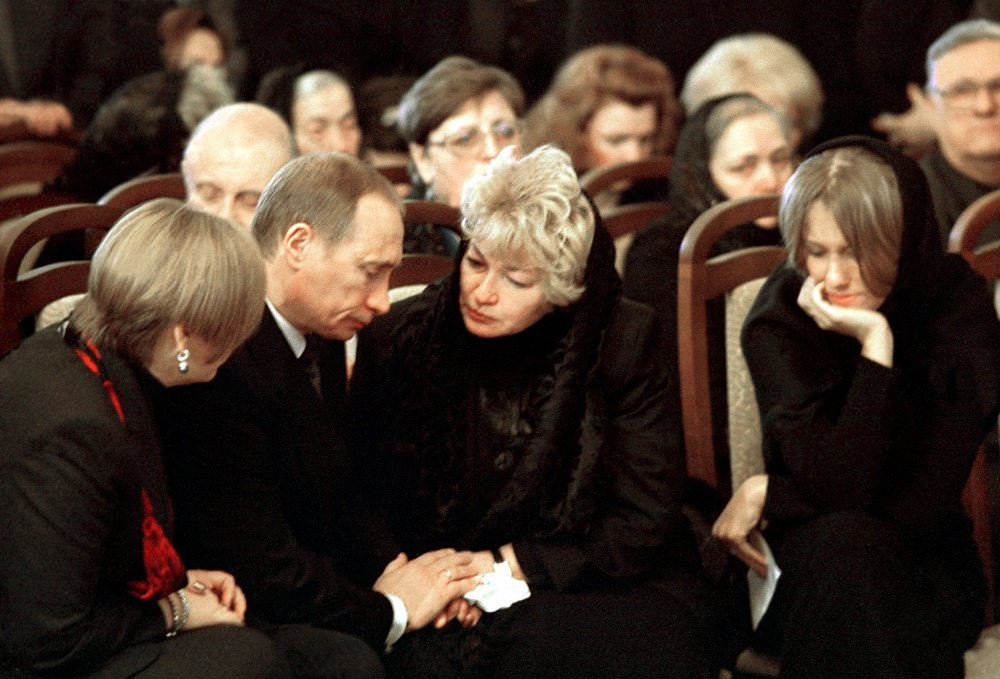
پوتین، لیودمیلا ناروسووا و کسنیا سابچاک در مراسم خاکسپاری مربی سابق پوتین، آناتولی سابچاک، شهردار سنت پترزبورگ (۱۹۹۱–۱۹۹۶)

در مه ۱۹۹۰ میلادی، پوتین به عنوان مشاور امور بین‌الملل برای شهردار لنینگراد، آناتولی سابچاک انتخاب شد. در مصاحبه ۲۰۱۷ با اولیور استون، پوتین گفت که در ۱۹۹۱ میلادی، پس از کودتا علیه میخائیل گورباچف از کاگ‌ب استعفا داد، چرا که با چیزهایی که اتفاق افتاده بود موافق نبوده و نمی‌خواست بخشی از نیروی اطلاعاتی اداره جدید باشد. براساس جملات پوتین در ۲۰۱۸ و ۲۰۲۱، ممکن است او به عنوان راننده تاکسی خصوصی یا شبیه آن جهت کسب درآمد بیشتر کار کرده باشد.
او در ۲۸ ژوئن ۱۹۹۱ میلادی، سردسته کمیته روابط خارجه دفتر شهردار شد که مسئول ترویج روابط بین‌الملل و سرمایه‌گذاری‌های خارجه و سوداگری‌های تجاری بود. طی یک سال، پوتین تحت تحقیقات شورای قانونی شهر به رهبری مارینا سالیل قرار گرفته بود. نتیجه‌گیری این بود که او قیمت‌ها را پایین‌تر نشان داده و اجازه داده تا صادرات فلزاتی به ارزش ۹۳ میلیون دلار با کمک‌های غذایی خارجی معاوضه شود، کمک‌هایی که هیچگاه دریافت نشدند. با وجود توصیه سرمایه‌گذاران مبنی بر اخراج پوتین، او به عنوان سردمدار کمیته روابط بیرونی تا ۱۹۹۶ میلادی باقی ماند. او از ۱۹۹۴ تا ۱۹۹۶ میلادی چندین موقعیت سیاسی و حکومتی دیگری را در سنت پترزبورگ در اختیار داشت.
در مارس ۱۹۹۴ میلادی، پوتین به عنوان «اولین نایب رئیس» حکومت سنت پترزبورگ گماشته شد. در مه ۱۹۹۵ میلادی، او شاخه حزب سیاسی طرفدار حکومت به نام «خانه ما - روسیه» را سازماندهی کرد، «حزب لیبرال قدرت» که توسط نخست‌وزیر ویکتور چرنومیردین تأسیس شد. در ۱۹۹۵ میلادی، او کمپین انتخابات قانونی را برای آن حزب مدیریت کرد و از ۱۹۹۵ تا ژوئن ۱۹۹۷ میلادی رهبر شاخه سنت پترزبورگ آن بود.

### ۱۹۹۶–۱۹۹۹: اوایل حرفه مسکو
در ژوئن ۱۹۹۶ میلادی، سوبچاک فرصت انتخاب مجددش را در سنت پترزبورگ از دست داد و پوتین که کمپین انتخاباتی‌اش را رهبری می‌کرد، از موقعیت‌های خود در اداره شهر استعفاء داد. او به مسکو نقل مکان کرد و به عنوان نایب رئیس «اداره مدیریت دارایی‌های ریاست‌جمهوری» که سردمدار آن «پاول بورودین» بود گماشته شد. او این موقعیت را تا مارس ۱۹۹۷ میلادی اشغال کرد. او مسئول دارایی‌های خارجی حکومت و سازماندهی انتقال اموال سابق شوروی و حزب کمونیست به فدراسیون روسیه را بر عهده داشت.

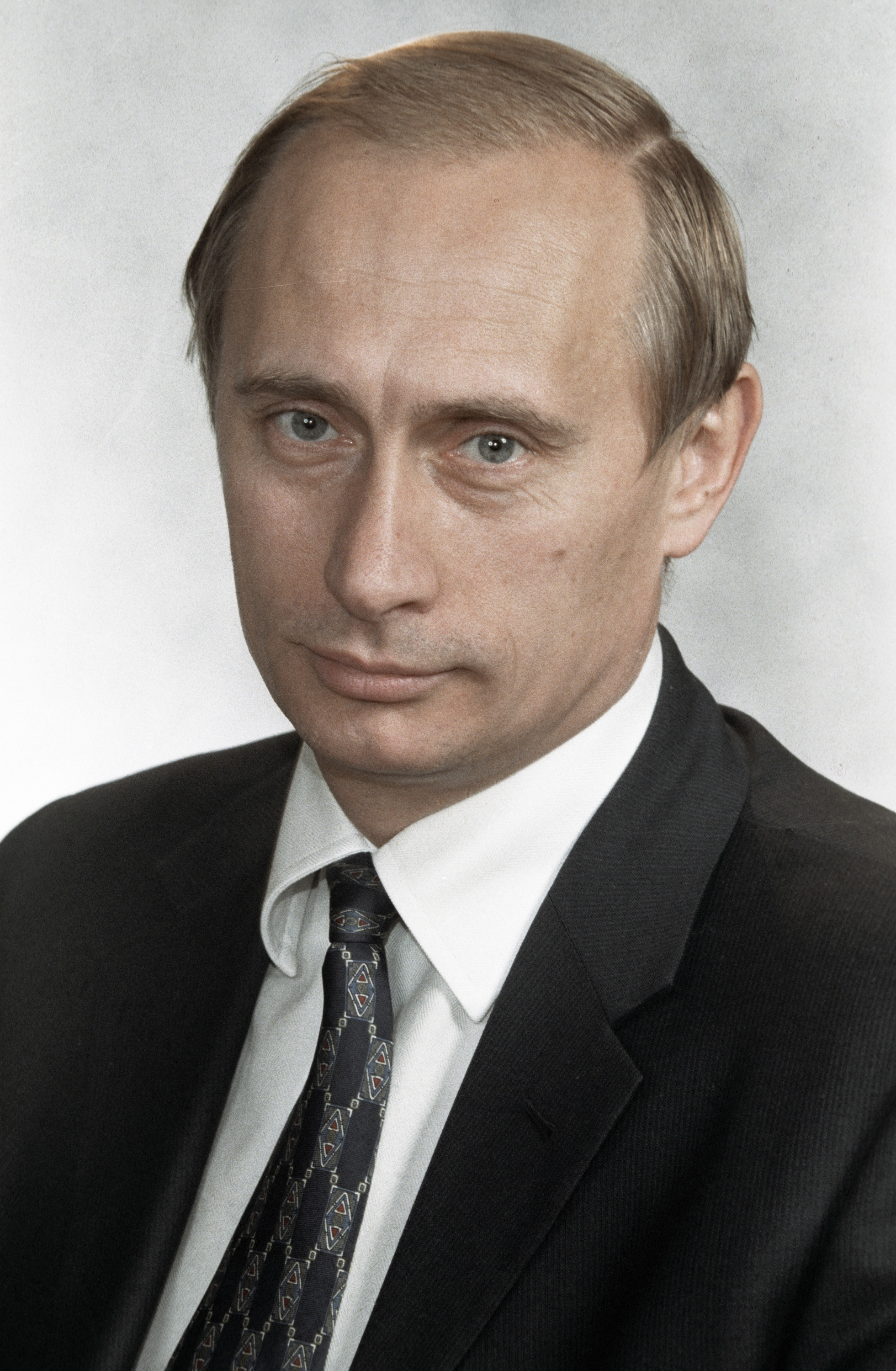
پوتین به عنوان هدایت‌گر FSB در ۱۹۹۸ میلادی

در ۲۶ مارس ۱۹۹۷ میلادی، رئیس‌جمهوری بوریس یلتسین، پوتین را به عنوان نایب رئیس کارکنان ریاست‌جمهوری، پستی که تا مه ۱۹۹۸ میلادی آن را حفظ کرد و رئیس «هیئت مدیره کنترل اصلی اداره مدیریت اموال ریاست‌جمهوری» (تا ژوئن ۱۹۹۸) گماشت. شخص قبلی که این سمت را برعهده داشت، الکسی کودرین و پس از او نیز نیکولای پاتروشف بود که هردو سیاستمداران برجسته آینده و از همراهان پوتین بودند.
در ۲۷ ژوئن ۱۹۹۷ میلادی، در مؤسسه معدنکاری سنت پترزبورگ که تحت هدایت ولادیمیر لیتوینکو بود، پوتین از رساله «کاندیدای علمی» اش در اقتصاد با عنوان «برنامه‌ریزی استراتژیک منابع منطقه‌ای تحت تشکیل روابط بازار» دفاع کرد. این نمونه‌ای از عرف در روسیه را نشان می‌داد که در آن جوان درحال پیشرفت درامور رسمی، اثر پژوهشی را در اواسط حرفه خود می‌نوشت. وقتی بعدها پوتین رئیس‌جمهور شد، آن تز پس از کشف این که ۱۵ صفحه از آن از یک کتاب درسی آمریکایی کپی شده است، مبدل به هدفی برای اتهامات دستبرد فکری توسط اعضای نهاد بروکینگز شد. پوتین پاسخ داد که آن تز دارای ارجاعات بوده، اما اعضای بروکینگز اظهار می‌کردند که در آن دستبرد فکری صورت گرفته، ولو اینکه این عمل شاید غیر عامدانه بوده باشد. کمیته تز اتهامات را رد کرد.
در ۲۵ مه ۱۹۹۸ میلادی، پوتین به عنوان اولین نایب رئیس کارکنان ریاست‌جمهوری برای مناطق انتخاب شد، او جانشین ویکتوریا میتینا بود و در ۱۵ ژوئیه، به عنوان سردمدار کمیسیون آماده‌سازی توافق‌نامه‌های تعیین حدود قدرت مناطق و سردمدار مرکز فدرال متصل به ریاست جمهوری انتخاب گشت که در سمت اخیر جانشین سرگئی شاخرای بود. پس از گماشته شدن پوتین، این کمیسیون هیچ توافق‌نامه‌ای را تکمیل نکرد، گرچه که طی دوره شاخرای به عنوان رئیس کمیسیون، ۴۶ تا از چنین توافقاتی امضاء شده‌اند. پوتین بعدها پس از این که رئیس‌جمهور شد، تمام ۴۶ توافق را لغو کرد.
در ۲۵ ژوئیه ۱۹۹۸ میلادی، یلتسین پوتین را به عنوان هدایتگر سرویس امنیت فدرال روسیه (FSB) منصوب کرد که اولین سازمان اطلاعاتی و امنیتی فدراسیون روسیه بود که جایگزین کاگ‌ب شد.

### ۱۹۹۹: نخست‌وزیری

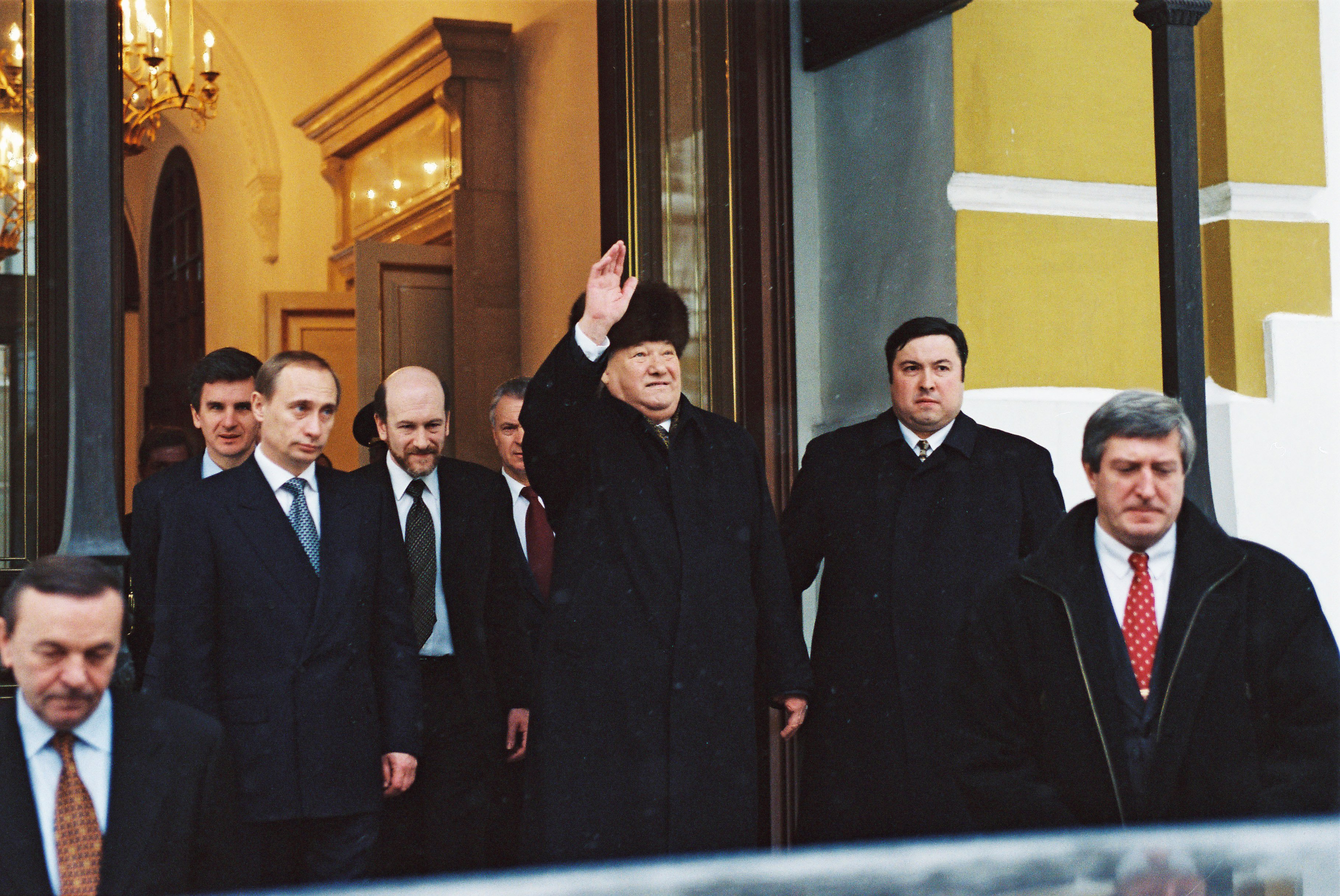
پوتین با رئیس‌جمهور، بوریس یلتسین در ۳۱ دسامبر ۱۹۹۹ میلادی، هنگامی که یلتسین استعفایش را اعلام نمود

در ۹ اوت ۱۹۹۹ میلادی، پوتین به عنوان یکی از سه نایب نخست‌وزیر گماشته شد و بعداً همان روز به عنوان نخست‌وزیر کنشگر حکومت فدراسیون روسیه توسط رئیس‌جمهور یلتسین گماشته شد. همچنین یلتسین اعلام کرد که می‌خواهد پوتین جانشینش باشد. بعداً همان روز، پوتین موافقت کرد تا برای ریاست‌جمهوری اقدام کند.
در ۱۶ اوت، دومای دولتی انتصاب او را به عنوان نخست‌وزیر با ۲۳۳ رأی موافق تأیید کرد (در مقابل ۸۴ رأی مخالف و ۱۷ رأی ممتنع)، در حالی که اکثریت ۲۲۶ هم کافی بود و بدین ترتیب باعث شد تا در کمتر از ۱۸ ماه نخست‌وزیر پنجم روسیه شود. عده قلیلی انتظار داشتند که پوتین پس از انتصابش از سلف سابق خود بیشتر دوام آورد. او در ابتدا یلتسین را به‌عنوان وفادار قلمداد می‌کرد؛ پوتین همچون سایر نخست‌وزیران بوریس یلتسین خودش وزرا را انتخاب نکرده و کابینه او توسط اداره ریاست جمهوری تعیین می‌گشت.
معارضان اصلی یلتسین و کسانی که در آینده جانشینش شدند، کمپینی را جهت جایگزینی رئیس‌جمهور رنجور ایجاد نموده و به سختی می‌جنگیدند تا از ظهور پوتین به عنوان جانشین بالقوه یلتسین جلوگیری به عمل آورند. پس از بمب‌گذاری‌های آپارتمانی روسیه و یورش داغستان توسط مجاهدین، شامل عوامل اسبق کاگ‌ب که در جمهوری چچن ایچکریا بودند، تصویر قانون-و-نظمی که از پوتین وجود داشت و رهیافت بی‌امان به جنگ دوم چچن، همگی به زودی منجر به معروفیت او شده و به او امکان داد تا بر رقبای خویش فائق آید.
درحالی که پوتین قبلاً با هیچ حزبی همکاری نکرده بود، حمایت خویش را از حزب اتحاد تازه تشکیل شده اعلام کرد، حزبی که از نظر درصد آرای توده (۲۳٫۳٪) در انتخابات دسامبر ۱۹۹۹ میلادی دوما مقام دوم را داشت و به نوبه خود نیز از پوتین حمایت نمود.

### ۱۹۹۹–۲۰۰۰: ریاست‌جمهوری کنشگر

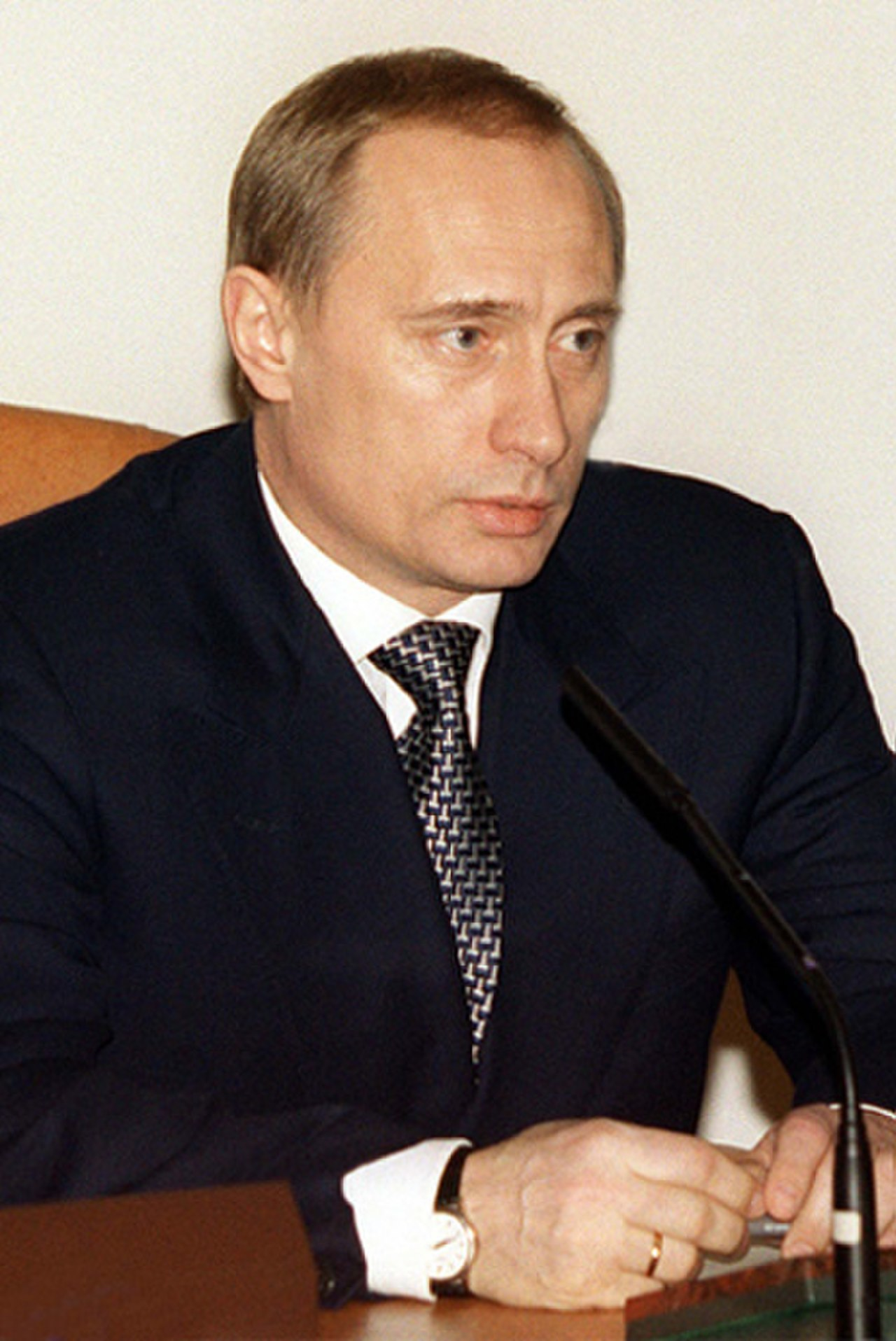
پوتین، ۱۹۹۹

در ۳۱ دسامبر ۱۹۹۹ میلادی، یلتسین به‌طور غیرمنتظره‌ای استعفاء داد و براساس قانون اساسی روسیه، پوتین «رئیس‌جمهور کنشگر فدراسیون روسیه» شد. او با در دست گرفتن این نقش، به ملاقات از پیش برنامه‌ریزی شده‌ای با نیروهای روسی در چچن رفت.
اولین فرمان ریاست جمهوری که پوتین در ۳۱ دسامبر ۱۹۹۹ میلادی امضا کرد این عنوان را داشت: «در مورد ضمانت‌های ریاست جمهوری سابق فدراسیون روسیه و اعضای خانواده‌اش». این فرمان از پیگیری نشدن «اتهامات فساد علیه رئیس‌جمهور بیرون‌رونده و مرتبطین‌اش» اطمینان حاصل می‌کرد. از قابل توجه‌ترین مواردی که هدف قرار گرفت، پرونده رشوه «مابتکس» بود که در آن اعضای خانواده یلتسین درگیر ماجرا بودند. در ۳۰ اوت ۲۰۰۰ میلادی، یکی از تحقیقات جنایی (شماره ۱۸/۲۳۸۲۷۸–۹۵) که خود پوتین، به عنوان عضوی از حاکمیت شهر سن پترزبورگ، جزوی از مظنونان آن بود، متوقف شد.
در ۳۰ دسامبر ۲۰۰۰ میلادی، باز پرونده دیگری علیه تعقیب‌کننده کل به علت «فقدان شواهد» بسته شد، با وجود این که هزاران سند توسط تعقیب‌گران سوئیسی ارسال شده بود. در ۱۲ فوریه ۲۰۰۱ میلادی، پوتین قانون فدرال مشابهی را امضاء کرد که فرمان ۱۹۹۹ را جایگزین می‌نمود. پرونده‌ای که مرتبط با اتهامات فساد پوتین در صادرات فلزات از ۱۹۹۲ میلادی بود که توسط «مارینا سالیل» برگردانده شده بود، اما مارینا ساکت شده و مجبور به ترک سنت پترزبورگ گشت.
درحالی‌که معارضان برای انتخاباتی در ژوئن ۲۰۰۰ میلادی آماده شده بودند، استعفای یلتسین منجر به انتخابات ریاست جمهوری شد که سه ماه بعد در ۲۶ مارس ۲۰۰۰ میلادی قرار بود برگزار شود؛ انتخاباتی که پوتین با ۵۳٪ آراء برنده دور اول آن شد.

### ۲۰۰۰–۲۰۰۴: اولین دوره ریاست‌جمهوری

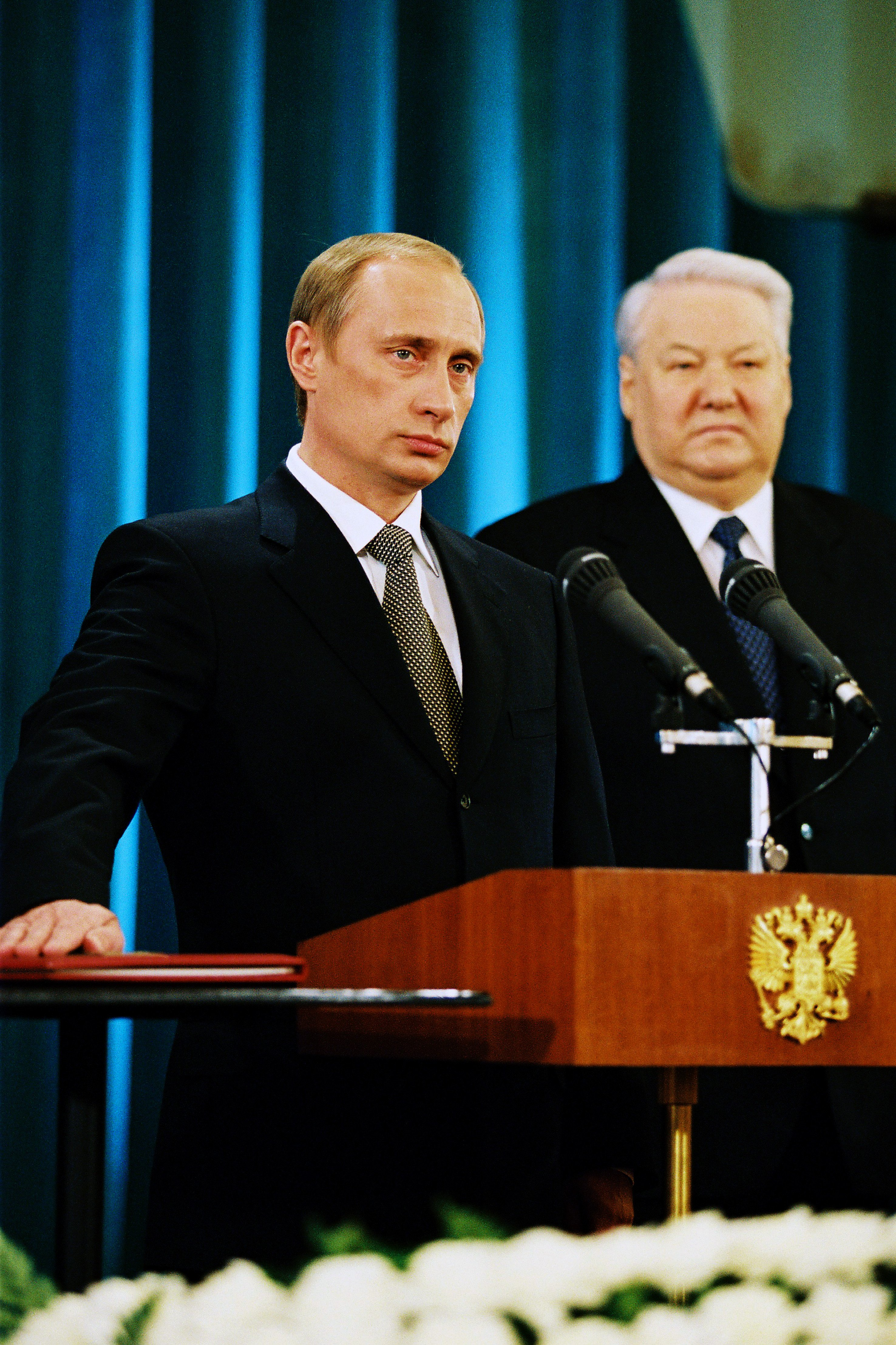
پوتین در حال ادای سوگند ریاست جمهوری در کنار بوریس یلتسین، مه ۲۰۰۰ میلادی

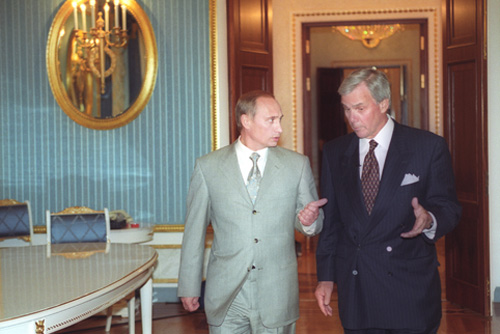
پوتین با تام بروکا، قبل از مصاحبه در ۲ ژوئن ۲۰۰۰ میلادی

مراسم تحلیف پوتین در ۷ مه ۲۰۰۰ میلادی رخ داد. پوتین وزیر مالیه، میخائیل کاسیانوف را به عنوان نخست‌وزیر برگزید.
اولین چالش عمده برای محبوبیت پوتین در اوت ۲۰۰۰ میلادی روی داد، هنگامی که او در معرض اتهام مدیریت بد فاجعه زیردریایی «کورسک» قرار گرفت. علت عمده آن انتقاد به این دلیل بود که چندین روز طول کشید تا پوتین از تعطیلات بازگردد و چندین روز دیگر نیز طول کشید تا از صحنه حادثه بازدید نماید.
پوتین بین ۲۰۰۰ تا ۲۰۰۴ میلادی آماده بازسازی وضعیت فقیرانه کشور شد و ظاهراً در تنازع قدرت با اولیگارش‌های روسی برنده شده و به قدرت «چانه‌زنی بزرگی» در رابطه با آن‌ها دست یافت. این قدرت چانه‌زنی به اولیگارش‌ها امکان داد تا عمده قدرتشان را در تبادل با حمایت صریحشان از حکومت پوتین و در هماهنگی با او حفظ کنند.
رویداد گروگان‌گیری در تئاتر مسکو طی اکتبر ۲۰۰۲ میلادی رخ داد. بسیاری از جراید روسیه و رسانه‌های بین‌المللی هشدار دادند که مرگ ۱۳۰ گروگان در نیروهای ویژه طی این بحران، به شدت محبوبیت پوتین را خدشه دار خواهد نمود. با این حال، به مدت کوتاهی پس از پایان محاصره، رئیس‌جمهوری روسیه از درصد تأیید عمومی بالای ۸۳ درصدی روس‌ها لذت برده، درصدی که از پوتین و نحوه مدیریت محاصره راضی بودند.
در ۲۰۰۳ میلادی، رفراندومی در چچن برگزار شد و قانون اساسی جدیدی را اقتباس کرد که اعلام می‌نمود جمهوری چچن بخشی از روسیه است؛ از سوی دیگر، این منطقه خودمختار می‌شد. چچن به تدریج با برگزاری انتخابات پارلمانی و یک حکومت منطقه‌ای پایدار می‌شد. در سرتاسر جنگ دوم چچن، روسیه به شدت تحرکات طغیان‌گری چچنی را از کار انداخت؛ با این حال، حملات پراکنده توسط شورشیان در سراسر قفقاز شمالی رخ داد.

### ۲۰۰۴–۲۰۰۸: دور دوم ریاست‌جمهوری

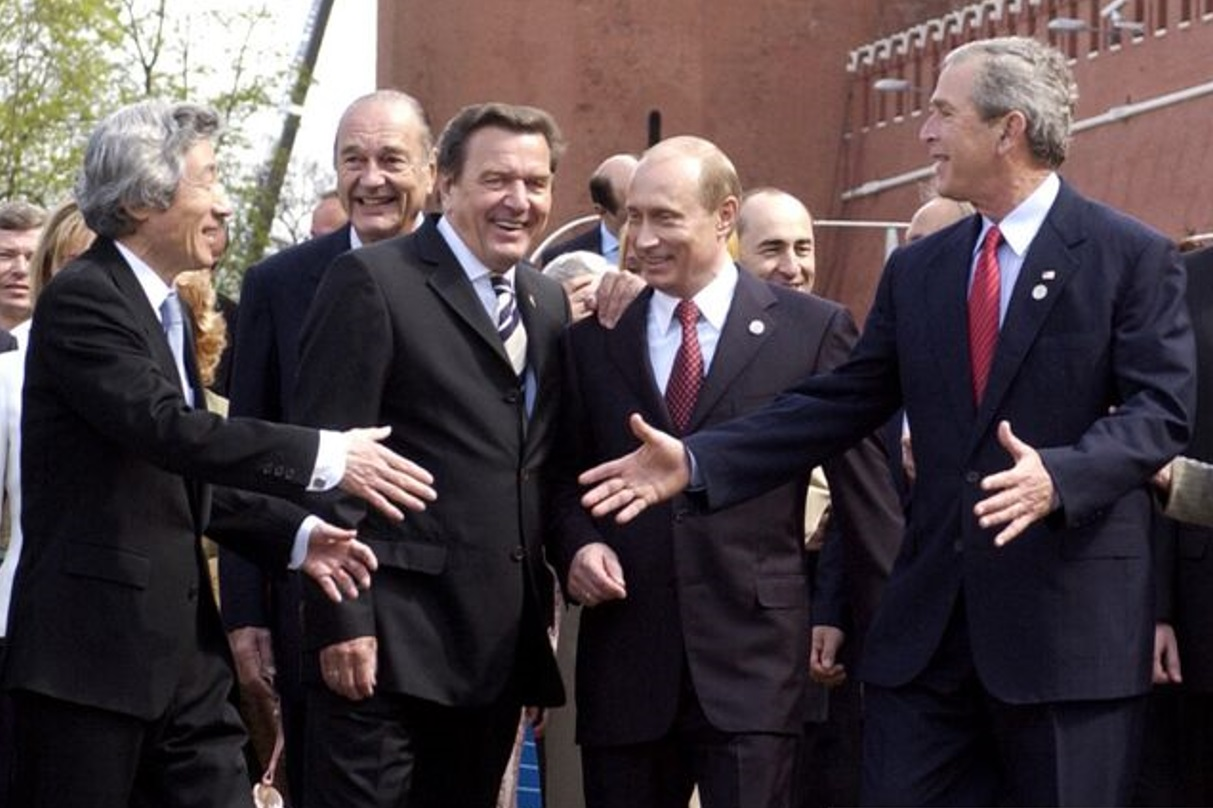
پوتین با جونیچیرو کویزومی، ژاک شیراک، گرهارد شرودر، سیلویو برلوسکونی، جرج دابلیو. بوش و سایر رهبران حکومت‌های جهانی در مسکو طی رژهٔ روز پیروزی در ۹ مه ۲۰۰۵ میلادی.

در ۱۴ مارس ۲۰۰۴ میلادی، پوتین برای دور دوم برای ریاست جمهوری انتخاب شد و ۷۱ درصد آراء توده را جذب نمود. گروگان‌گیری در مدرسه بسلان در ۱–۳ سپتامبر ۲۰۰۴ روی داد که در آن بیش از ۳۳۰ فرد شامل ۱۸۶ کودک کشته شدند.
دوره ده ساله پیش از ظهور پوتین و پس از انحلال حکومت شوروی، دوران خیزش روسیه بود. در سخنرانی ۲۰۰۵ کرملین، پوتین فروپاشی اتحادیه شوروی را به عنوان «بزرگ‌ترین فاجعه قرن بیستم» بیان نمود. پوتین تصریح کرد که «به علاوه، همه‌گیری ازهم‌پاشیدگی به خود روسیه نیز سرایت کرد». تور ایمنی اجتماعی گهواره-تا-گور از بین رفته تو امید به زندگی در دوره قبل از حاکمیت پوتین افول کرد. در ۲۰۰۵ میلادی، «پروژه‌های اولیت ملی» برای ارتقاء سلامت، آموزش، مسکن و کشاورزی روسیه برپا گشتند.
محاکمه ثروتمندترین مرد مجرم روسیه، رئیس شرکت نفت و گاز یوکاس، میخائیل خودورکوفسکی به دلیل کلاهبرداری و فرار مالیاتی از دید جراید بین‌المللی به عنوان انتقام‌گیری از کمک‌های مالی خودوکوفسکی به هردوی معارضان لیبرال و کمونیست کرملین دیده شد. خودورکوفسکی دستگیر شد، یوکاس ورشکسته شده و اموال شرکت زیر قیمت بازار به حراج گذاشته شد، به طوری که بزرگ‌ترین سهم توسط شرکت دولتی روس‌نفت به‌دست آمد. سرنوشت یوکاس به عنوان علامتی از حرکت گسترده‌تر روسیه به سمت نظام سرمایه‌داری دولتی دیده شد. این مسئله در ژوئیه ۲۰۱۴ برجسته شد، هنگامی که سهامداران یوکاس ۵۰ میلیارد دلار را برای جبران از سوی دیوان دائمی داوری در لاهه دریافت نمودند.
آنا پولیتکوفسکایا، روزنامه‌نگاری که در ۷ اکتبر ۲۰۰۶ میلادی فساد در ارتش روسیه و شاخه آن در چچن را برملا کرد، در تالار آپارتمانش در سالگرد تولد پوتین مورد هدف گلوله قرار گرفت. مرگ پولیتکوفسکایا انتقادات بین‌المللی را براه انداخته و پوتین را متهم کردند که قادر به حفاظت از رسانه‌های مستقل جدید کشور نیست. خود پوتین گفت که مرگ او مشکلات بیشتری را برای حکومت ایجاد کرد تا نوشته‌هایش.

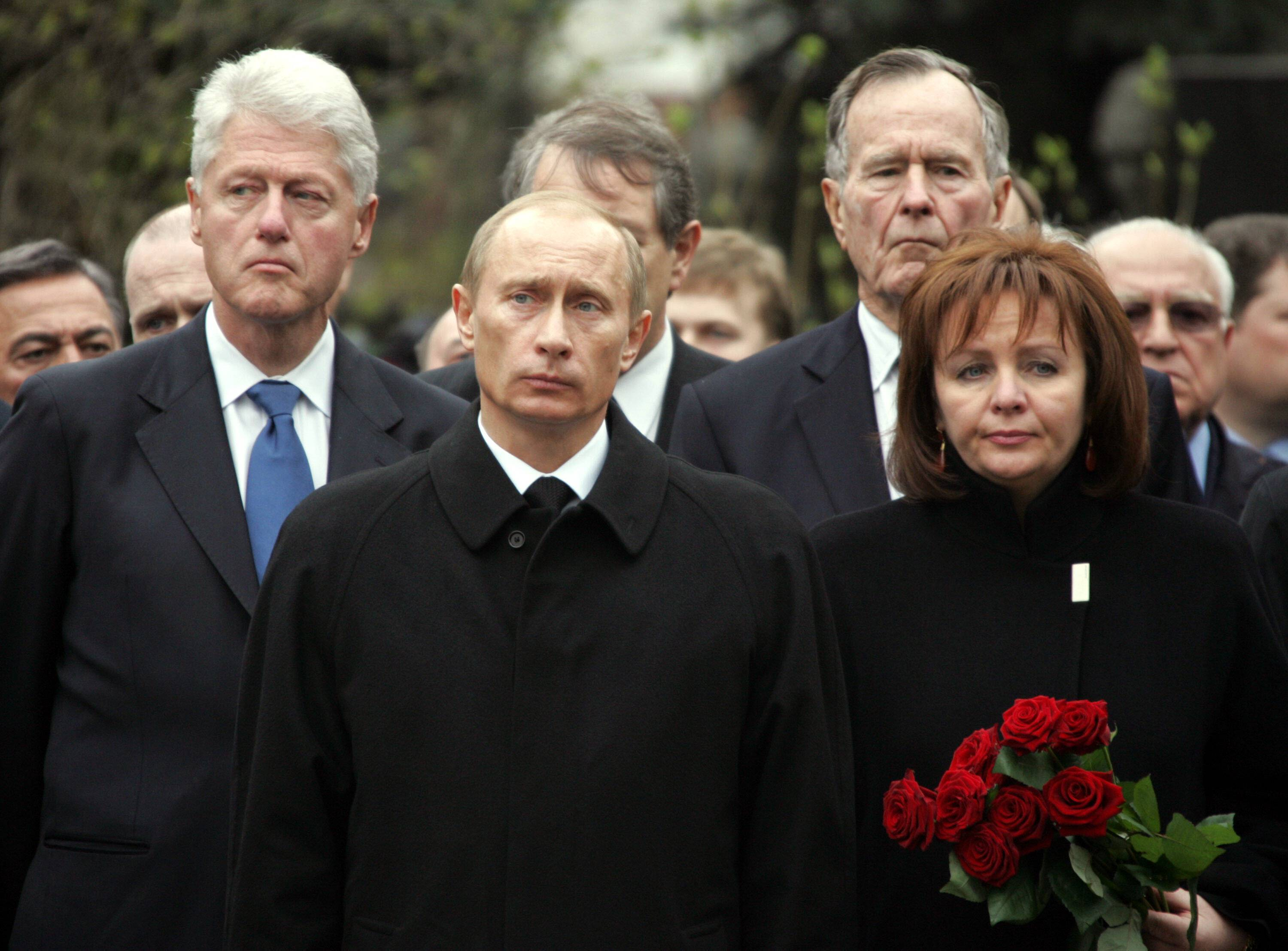
پوتین، بیل کلینتون، جورج اچ. دبلیو. بوش و لودمیلا پوتینا در خاکسپاری دولتی بوریس یلتسین در مسکو، آوریل ۲۰۰۷ میلادی

در ۲۰۰۷ میلادی، «راهپیمایی مخالفان» توسط گروه اپوزیسیون «روسیهٔ دیگر» سازماندهی شد که توسط قهرمان سابق شطرنج، گری کاسپارف و رهبر بلشویست ملی، ادوارد لیمونوف رهبری می‌شد. پس از هشدارهایی که از قبل داده شده بودند، تظاهرات در چندین شهر روسیه با کنش پلیس روبرو گشته که شامل مداخله در مسافرت تظاهرکنندگان و دستگیری حدود ۱۵۰ نفری شد که تلاش به شکستن خطوط پلیس کرده بودند.
در ۱۲ سپتامبر ۲۰۰۷ میلادی، پوتین به درخواست نخست‌وزیر میخائیل فرادکوف، دولت را منحل کرد. فرادکوف توضیح داد دکه این کار برای «باز کردن دست» رئیس‌جمهور جهت دورخیز برای انتخابات پارلمانی بوده است. ویکتور زابکوف به عنوان نخست‌وزیر جدید گماشته شد.
در دسامبر ۲۰۰۷ میلادی، روسیه واحد طبق نتایج انتخابات پارلمانی، ۶۴٫۲۴٪ آراء را جهت حضور در دومای دولتی کسب کردند. پیروزی روسیه متحد در انتخابات دسامبر ۲۰۰۷ میلادی توسط بسیاری به عنوان نشانه‌ای از حمایت قدرتمند توده مردم از رهبری آن زمان روسیه و سیاست‌هایش دیده شد.

## سیاست‌های داخلی
سیاست‌های داخلی پوتین، به‌خصوص اوایل دوره اول ریاست‌جمهوری‌اش، خلق ساختار قدرت عمودی را هدف قرار داده بود. در ۱۳ مه ۲۰۰۰ میلادی، او حکمی را جهت سازمان‌دهی ۸۹ واحد فدرال روسیه را به نواحی ادره‌ای فدرال صادر کرده و فرستادهٔ ریاست‌جمهوری را برای هرکدام از این نواحی گماشت (که عنوان رسمی‌اش، «نمایندگی تام‌الاختیار» بود).

در مه ۲۰۰۰ میلادی، پوتین هفت ناحیه فدرال را برای اهداف اداره‌ای معرفی نمود. در ژانویه ۲۰۱۰ میلادی، هشتمین ناحیه فدرالی قفقاز شمالی (در اینجا به رنگ بنفش درآمده است) از ناحیه فدرالی جنوبی جدا شد. در مارس ۲۰۱۴ میلادی، نهمین ناحیه فدرالی جدید کریمه پس از الحاق کریمه به فدراسیون روسیه تشکیل شد. در ژوئیه ۲۰۱۶ میلادی، این ناحیه به ناحیه فدرال جنوبی الحاق گشت.

به گفته استیفن وایت، تحت ریاست جمهوری پوتین، روسیه به وضوح نشان داد که هیچ تمایلی برای برقراری «ویرایش دومی» از سامانه سیاسی آمریکایی یا بریتانیایی ندارد، بلکه این سامانه به سنن و شرایط خود روسیه نزدیک تر است. برخی از مفسرین اداره پوتین را به عنوان «دموکراسی مسلط» توصیف نموده‌اند. به گفته طرفداران این توصیف (در درجه اول ولادیسلاو سورکوف)، کنش‌های حکومتی و سیاست‌ها بالاتر از هرچیزی باید از محبوبیت عمومی درون روسیه منتفع شود، نه این که تحت تأثیر یا هدایت خارج از کشور قرار بگیرد. با این حال عملکرد این سامانه توسط اقتصاددان سوئدی، آندرز آسلوند بیان شده:
پس از تصاحب ریاست‌جمهوری در ۲۰۱۲ میلادی توسط پوتین، بهترین توصیفی که از نقش او شده، چنان‌که روس‌ها علاقه‌مندند بیان کنند یک «مدیریت دستی» بوده است. پوتین هرکاری بخواهد می‌کند، بدون توجه چندان به عواقبش، به جز یک استثناء. طی سقوط مالی روسیه در ۱۹۹۸ میلادی، پوتین یادگرفت که بحران‌های مالی از نظر سیاسی برهم زنندهٔ ثبات بوده و باید به هر قیمتی از آن اجتناب کرد. ازین رو او به پایداری مالی اهمیت می‌دهد.— آندرز آسلوند، "اوهام روسیهٔ پوتین"
دوره پس از ۲۰۱۲ میلادی نیز شاهد تظاهرات انبوه در مقابل تحریف انتخابات، سانسور و سخت‌کردن قوانین آزادی اجتماعات بود.
در ژوئیه ۲۰۰۰ میلادی، براساس یکی از قوانین پیشنهاد شده پوتین و تأیید شده توسط مجلس فدرال روسیه، پوتین این حق را پیدا کرد تا سران نواحی ۸۹ گانه فدرال را عزل کند. در ۲۰۰۴ میلادی، انتخابات مستقیم آن سران (که غالباً به آن «فرمانداران» گفته‌می‌شود) توسط آرای توده‌ای با سامانه‌ای جایگزین شد که در آن می‌توانستند توسط رئیس‌جمهور نامزد شده و توسط قانونگذاران منطقه‌ای تأیید یا رد شوند. این ساختار از نظر پوتین حرکت لازمی جهت متوقف‌سازی تمایلات جدایی‌خواهانه و رها شدن از آن فرماندارانی بود که مرتبط با جرایم سازمان‌یافته بودند. این کنش و سایر کنش‌های حکومتی تحت ریاست‌جمهوری پوتین اعمال شدند و موجب برانگیختن انتقاداتی از سوی بسیاری از رسانه‌های مستقل روسی و مفسران غربی شده و آن‌ها را ضد-دموکراسی نامیدند. در ۲۰۱۲، همان‌طور که توسط جانشین پوتین دمیتری مدودف پیشنهاد شد، مجدداً انتخاب مستقیم فرمانداران به ساختار سیاسی روسیه معرفی گشت.
پوتین طی اولین دور خود در سمتش، با برخی از اولیگارش‌های عصر یلتسین به علاوه معارضان سیاسی‌اش مخالفت ورزید که منجر به تبعید یا زندانی شدن افرادی چون بوریس برزوفسکی، ولادیمیر گوسینسکی و میخائیل خودورکوفسکی شد؛ سایر اولیگارش‌هایی چون رومن آبراموویچ و آرکادیا راتنبرگ جزو دوستان و متحدین پوتین هستند.
پوتین در تدوین قوانین سرزمینی و مالیاتی موفق شده و دستورالعمل‌های جدیدی را در زمینه قوانین کار، مدیریت، جنایی، تجاری و فرایندهای مدنی اعلام نمود. حکومت پوتین تحت ریاست جمهوری مدودف، برخی از اصلاحات کلیدی را در نواحی چون امنیت حکومت، اصلاحات پلیس روسیه و اصلاحات نظامی روسیه را اجرا نمود.

#### همه‌پرسی و اصلاحات قانون اساسی
پوتین در ۳ ژوئیه ۲۰۲۰ فرمان اجرایی را امضا کرد تا به‌طور رسمی اصلاحاتی را در قانون اساسی روسیه انجام دهد که به او اجازه می‌داد برای دو دوره شش ساله دیگر نامزد شود. این اصلاحات در ۴ ژوئیه ۲۰۲۰ اعمال شد.
از ۱۱ ژوئیه، تظاهرات در منطقه خاباروفسک در شرق دور روسیه در حمایت از فرماندار منطقه دستگیر شده سرگئی فورگال برگزار شده است. تظاهرات ۲۰۲۰ منطقه خاباروفسک به‌طور فزاینده ای ضد پوتین شده است. نظرسنجی لوادا در ژوئیه ۲۰۲۰ نشان داد که ۴۵ درصد از روس‌های مورد بررسی از اعتراضات حمایت کردند.
در ۱۹ نوامبر ۲۰۲۱، دو عضو کنگره ایالات متحده طرحی را ارائه دادند که بر اساس آن آمریکا در صورت باقی ماندن پوتین در قدرت پس از سال ۲۰۲۴ او را به عنوان رئیس‌جمهور به رسمیت نشناسد. کرملین این اقدام را به عنوان تلاشی برای مداخله در امور داخلی خود محکوم کرد.
در ۲۲ دسامبر ۲۰۲۰، پوتین لایحه ای را امضا کرد که به رؤسای جمهور سابق روسیه مصونیت دادستانی مادام العمر می‌دهد.

#### سیاست اقتصادی، صنعتی و انرژی

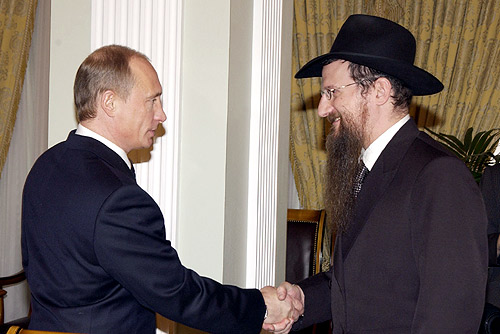
پوتین و مشاور شخصی او برل لازار در سال ۲۰۰۵

در دورهٔ تصدی پوتین از سال ۲۰۰۱ تا ۲۰۰۷، اقتصاد روسیه به‌طور متوسط ۷٪ در سال رشد کرد، و تبدیل به هفتمین اقتصاد بزرگ دنیا از نظر قدرت خرید شد. تولید ناخالص داخلی نامی روسیه ۶ برابر شد و از رتبهٔ ۲۲ م جهان به ۱۰ م رسید. در سال ۲۰۰۷، تولید ناخالص داخلی روسیه از جمهوری شوروی فدراتیو سوسیالیستی روسیه در سال ۱۹۹۰ بیشتر شد، که به معنای غلبه کردن بر پیامدهای ویرانگر بحران مالی ۱۹۹۸ روسیه و رکود پیشتر در دههٔ ۱۹۹۰ بود.
در هشت سال صدارت پوتین، صنعت، و نیز تولید، ساختمان، درامدهای واقعی، اعتبار و طبقهٔ متوسط به‌طور قابل توجهی رشد کرد. پوتین به دلیل محور دادوستد پایاپای گسترده و رشد دادن اقتصاد در پی آن ستوده شده است. به هر حال مشکل تورم همچنان پابرجا ماند. پوتین یکی از حامیان دیپلماسی جهانی دو قطبی با محوریت آمریکا و روسیه است

### سیاست مذهبی

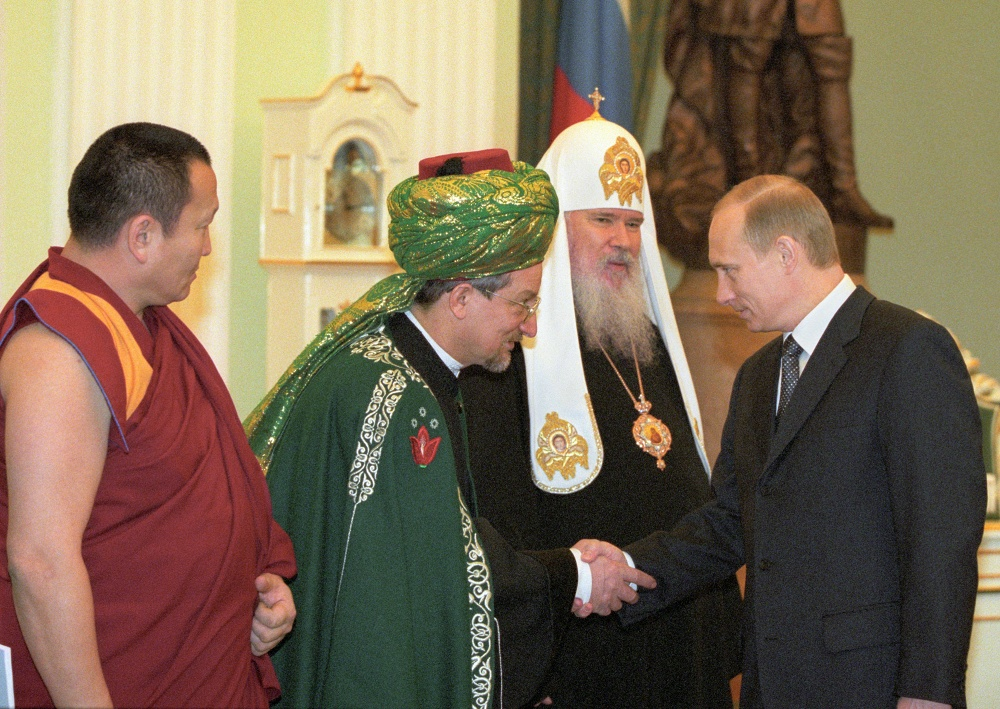
پوتین و رهبران مذهبی روسیه، فوریه ۲۰۰۱

پوتین مرتباً در مهم‌ترین مراسم کلیسای ارتدکس روسی در روزهای مقدس اصلی شرکت می‌کند. او با پاتریارک‌های کلیسای روسی، آلکسی ریدیگر فقید و کیریل یکم کنونی رابطهٔ نزدیکی برقرار کرده است. او به‌عنوان رئیس‌جمهور، فعالانه جهت ترویج لایحه کمونیون قانون کلیسایی با پاتریارک‌نشین مسکو، امضاءشده در ۱۷ مه ۲۰۰۷، رابطه بین کلیسای ارتدکس روسی مستقر در مسکو و کلیسای ارتدکس روسی خارج از روسیه را پس از ۸۰ سال شکاف احیا کرد، کوشید.
در دورهٔ پوتین، فدراسیون جوامع یهودی روسیه که یهودی حسیدی است به طرز فزاینده ای درون جماعت یهودی اثرگذار شد، که تا حدی ناشی از نفوذی است که سرمایه‌داران حامی فدراسیون مشخصاً لو لویف و رومن آبراموویچ از طریق همپیمانی با پوتین به‌دست آورده‌اند. بنا بر JTA، پوتین در میان جامعهٔ یهودیان روسیه محبوب است، و او را به‌عنوان نیرویی برای ثبات می‌دانند. برل لازار، راب اعظم روسیه، گفت که پوتین «توجه زیادی به نیازهای جامعهٔ ما دارد و احترام عمیقی برای ما دارد». در سال ۲۰۱۶, رانلد لودر، رئیس کنگره جهانی یهودیان، هم پوتین را برای تبدیل روسیه به کشوری که در آن از یهودیان در آن استقبال می‌شود ستود.
سازمان‌های حقوق بشر و مدافعان آزادی مذهبی از وضعیت آزادی مذهبی در روسیه انتقاد کرده‌اند. در سال ۲۰۱۶، قانونی در دورهٔ پوتین تصویب شد که فعالیت مبلغان مذهبی در روسیه را ممنوع می‌کرد. اقلیت‌های مذهبی بدون خشونت و براساس قوانین ضد افراط‌گرایی تحت آزار قرار گرفته‌اند.

### ۲۰۱۸–اکنون
در ۲۹ تیر ۱۴۰۱، یک روز پس از ورود پوتین به تهران، یک خودروی بنز متعلق به وزارت خارجه با سرعت بالا از مسیر خط ویژه (خیابان ولیعصر روبروی سینما استقلال) به سمت عابر پیاده تغییر مسیر داد و گفته می‌شود دست‌کم ۶ موتورسوار و عابرپیاده که یکی از آنها کودک زباله‌گرد بوده، را زیر گرفته که دو نفر از آنها فوت کردند و بقیه به بیمارستان منتقل شدند.

## تصویر عمومی

### پوتینیسمز
پوتین بسیاری از سخنان قصار و عباراتی دارد که در مجموع به آن پوتینیسمز گفته می‌شود. بسیاری از آن‌ها اولین بار طی کنفرانس‌های پرسش و پاسخ سالانه‌اش به کار رفته‌اند که در آن‌ها پوتین سؤالاتی را از روزنامه‌نگاران و سایر افراد درون استودیو و همچنین روس‌های سراسر کشور را پاسخ گفته، به‌طوری‌که افراد از طریق تلفن درون استودیوها یا سایر مناطق باز سراسر روسیه سؤالاتشان را مطرح می‌کردند. پوتین به دلیل داشتن زبان زمخت و تیز معروف است که اغلب به جوک‌های روسی و گفتار عامیانه نیز گریزی می‌زند.
پوتین برخی مواقع از اصطلاحات تخصصی جنایی که در روسیه به «فنیا» معروف است استفاده می‌کند، گرچه که همیشه به‌درستی از آن‌ها استفاده نمی‌کند.

## زندگی شخصی

### خانواده

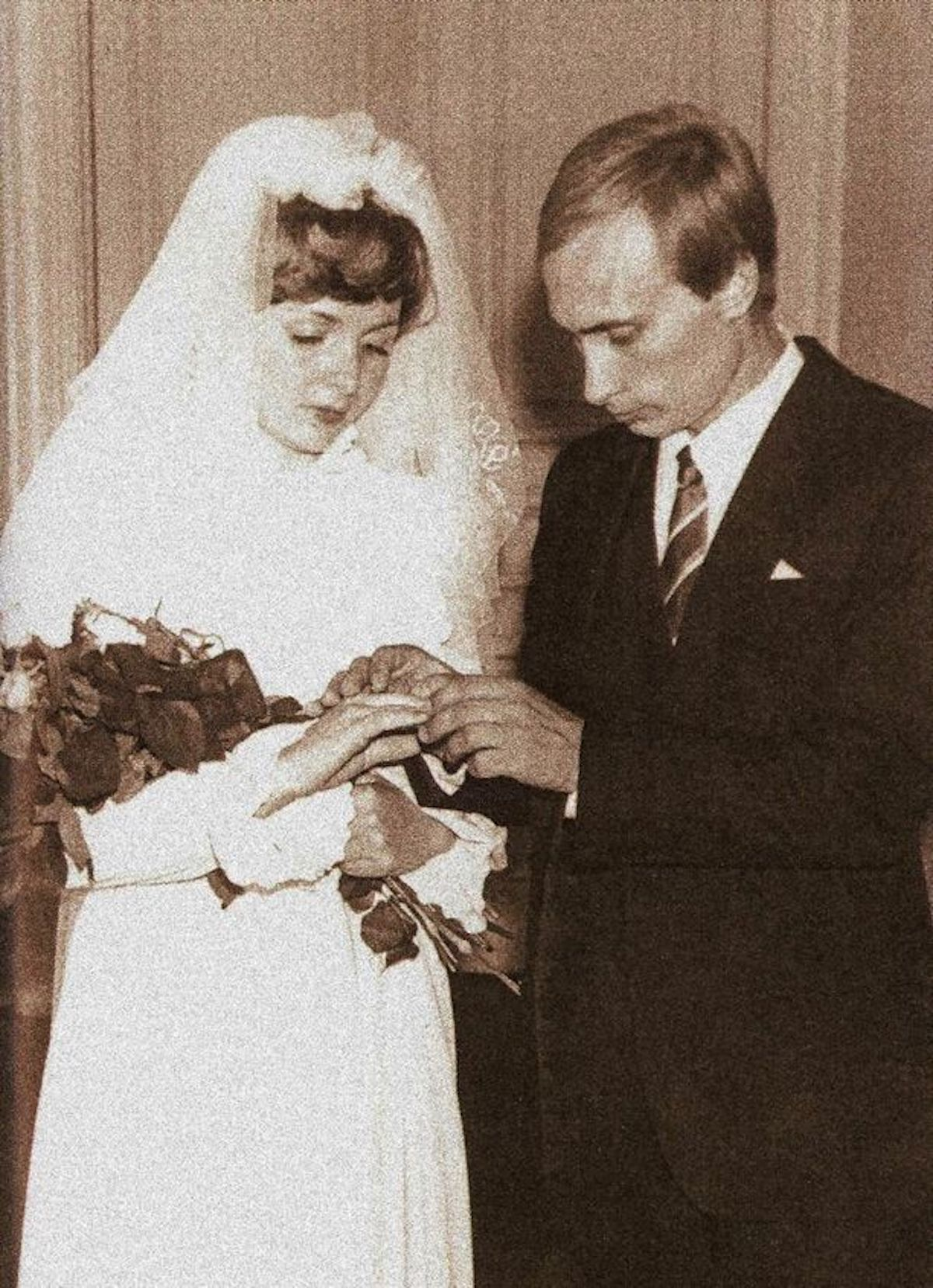
پوتین و لودمیلا پوتینا در مراسم ازدواجشان، ۲۸ ژوئیه ۱۹۸۳

در ۲۸ ژوئیه ۱۹۸۳ میلادی، پوتین با لودمیلا پوتینا ازدواج کرد و با هم در آلمان شرقی از ۱۹۸۵ تا ۱۹۹۰ میلادی زندگی کردند. آن‌ها دارای دو دختر به نام‌های ماریا پوتینا، متولد ۲۸ آوریل ۱۹۸۵ میلادی در لنینگراد و یکاترینا پوتینا، متولد ۳۱ اوت ۱۹۸۶ میلادی در درسدن واقع در آلمان شرقی.
تحقیقات «پروئکت مدیا» در نوامبر ۲۰۲۰ میلادی منتشر شد و ادعا نمود که پوتین دختر دیگری به نام الیزاوتا (که به «لوئیا روزووا» شناخته می‌شود) دارد، او در مارس ۲۰۰۳ میلادی بدنیا آمد و مادر او «سوتلانا کریونوگیخ» است.
در آوریل ۲۰۰۸ میلادی، «موسکفسکی کورسپوندنت» گزارش کرد که پوتین از لیودمیلا طلاق گرفته و درگیر ازدواج با صاحب مدال طلای المپیک، آلینا کابائوا است که یکی از ژیمیناستیک کاران ریتمیک سابق و سیاستمدار روسی است. این داستان تکذیب شد و روزنامه به مدت کوتاهی پس از آن تعطیل شد. پوتین و لیودمیلا با یکدیگر به عنوان زن و شوهر در در محافل عمومی ظاهر شدند، در حالی که موضوع روابط او با «کابائوا» موضوع گمانه‌زنی‌هایی گشت. در سال‌های پس از آن، گزارش‌های غیر مستند متعددی وجود داشت مبنی بر این که پوتین و کابائوا چندین فرزند با یکدیگر دارند، گرچه که این گزارش‌ها رد شدند.
در ۶ ژوئن ۲۰۱۳ میلادی، پوتین و لیودمیلا اعلام نمودند که ازدواجشان پایان یافته و در ۱ آوریل ۲۰۱۴ میلادی، کرملین تأیید کرد که طلاق نهایی شده است. در ۲۰۱۵، طبق گزارش‌ها کابائوا دختری بدنیا آورد؛ ادعا شده که پوتین پدر اوست. در ۲۰۱۹ میلادی، طبق گزارش‌ها کابائوا دو پسر دوقلو از پوتین بدنیا آورد.
پوتین دو نوه دارد که در سال‌های ۲۰۱۲ و ۲۰۱۷ میلادی بدنیا آمدند.
برادرزاده پوتین به نام «ایگور پوتین»، هدایتگر بانک مستر مستقر در مسکو بود و به چندین رسوایی پولشویی متهم شد.

### سلامتی

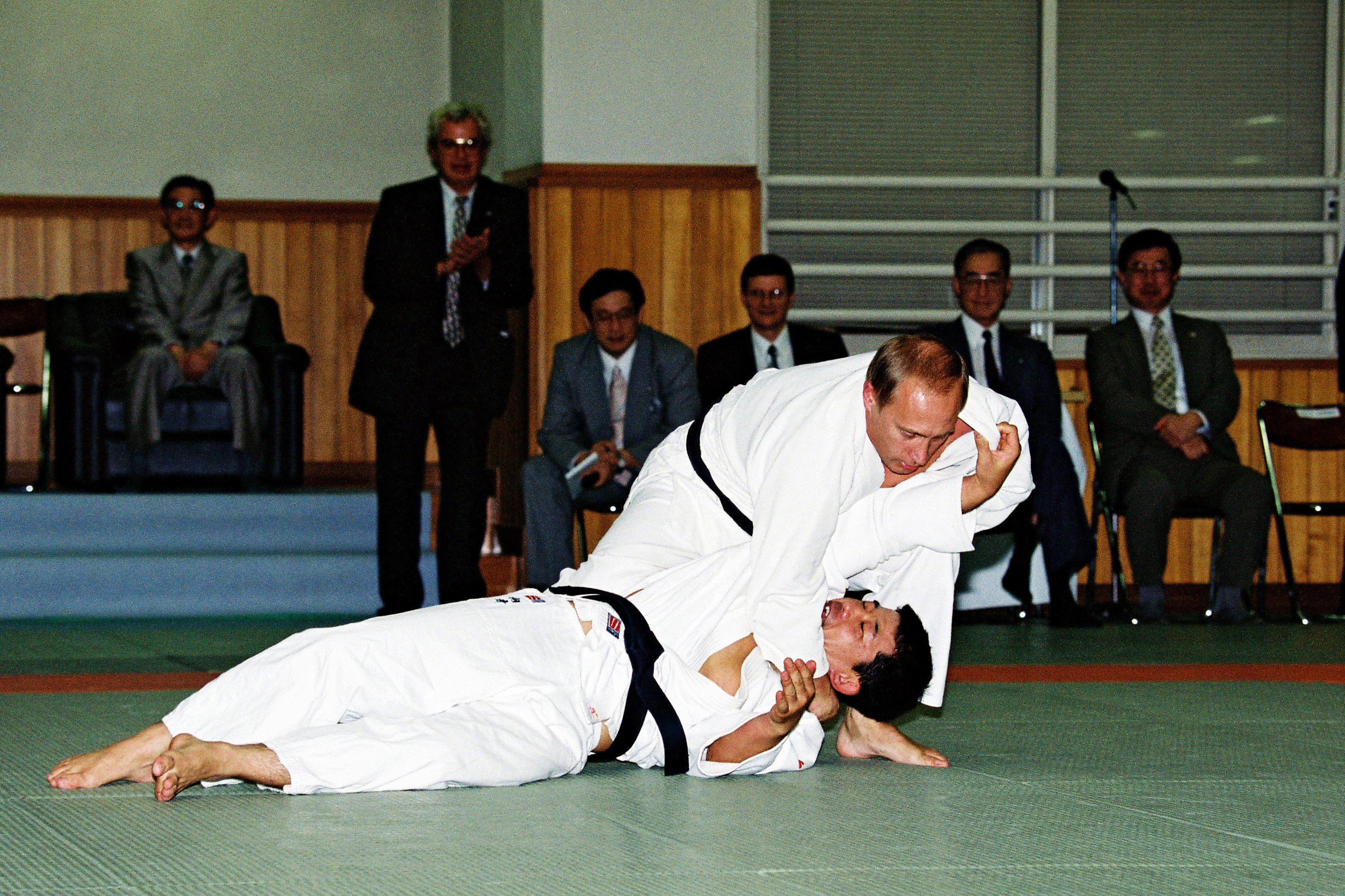
پوتین در حال تمرین جودو در توکیو، ژاپن، در سپتامبر ۲۰۰۰

کاخ سفید و همچنین ژنرال‌های غربی، سیاستمداران و تحلیل‌گران سیاسی، سلامت روان پوتین را پس از دو سال انزوا در طول همه‌گیری کووید-۱۹ زیر سؤال برده‌اند. در آوریل ۲۰۲۲، روزنامهٔ د سان بر اساس ویدئوها گزارش داد پوتین ممکن است به بیماری پارکینسون مبتلا باشد. این گمانه‌زنی که از سوی متخصصان پزشکی تأیید نشده است، تا حدی به دلیل تهاجم روسیه به اوکراین گسترش یافت که بسیاری آن را اقدامی نامعقول می‌دانستند. کرملین ادعای احتمال ابتلا بودن پوتین به پارکینسون را رد کرد. متخصصان پزشکی خارج نیز تأکید کردند که تشخیص این بیماری تنها بر اساس کلیپ‌های ویدئویی غیرممکن است.
به گفتهٔ ویلیام برنز، اداره‌کنندهٔ سازمان اطلاعات مرکزی در ۲۰۲۲، آن‌ها هیچ مدرکی مبنی بر وضعیت بی‌ثباتی یا بیماری پوتین ندارند. این بیانیه به‌دلیل افزایش گمانه‌زنی‌های اثبات‌نشدهٔ رسانه‌ها در مورد سلامت پوتین بیان شد. برنز قبلاً سفیر ایالات متحده در روسیه بود و شخصاً بیش از دو دهه پوتین را مشاهده کرده بود. سخنگوی کرملین شایعات مربوط به وضعیت بد سلامت پوتین را تکذیب کرد.

## نگارخانه

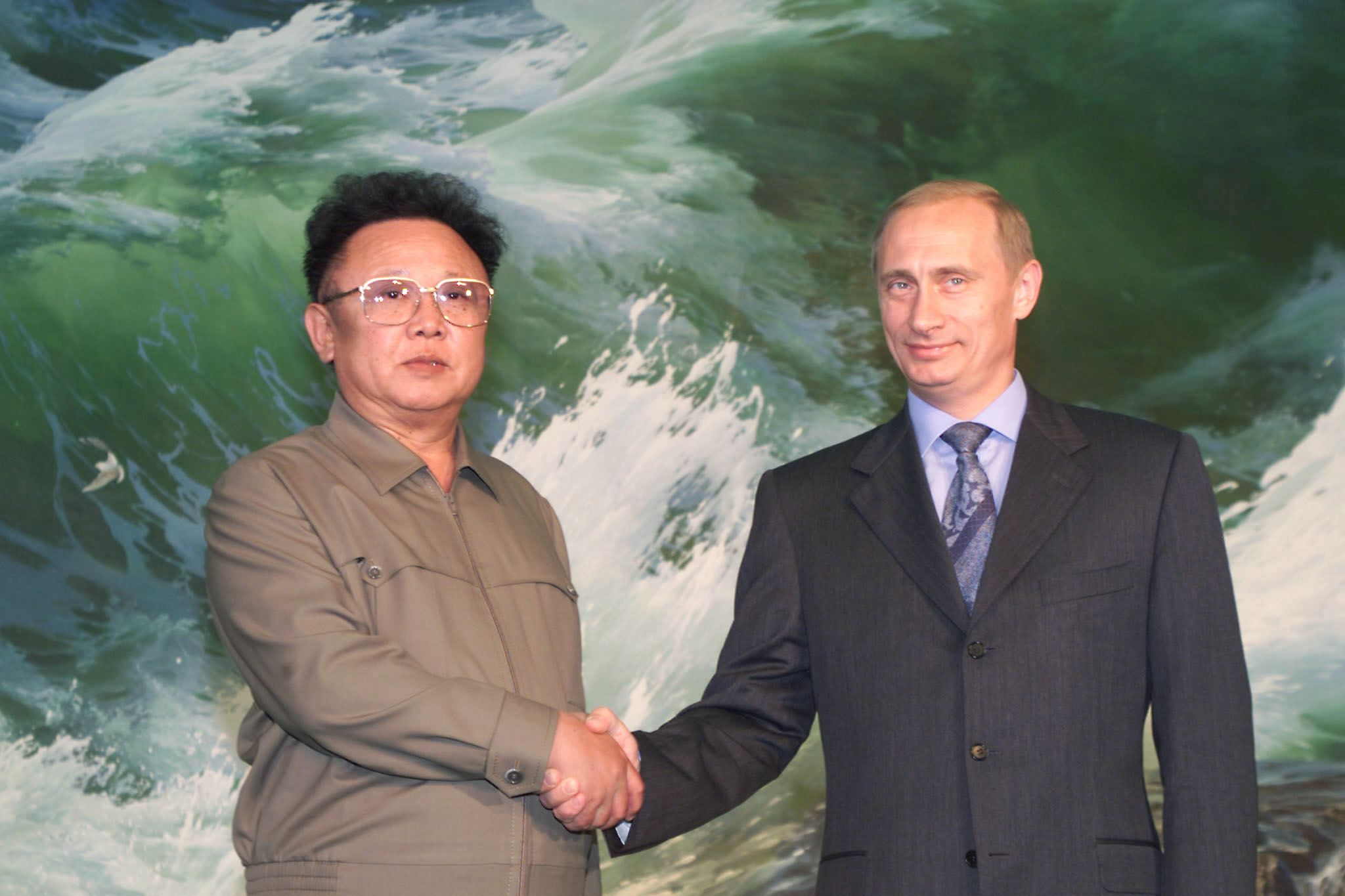
پوتین و کیم ایل سونگ رهبر پیشین کره شمالی
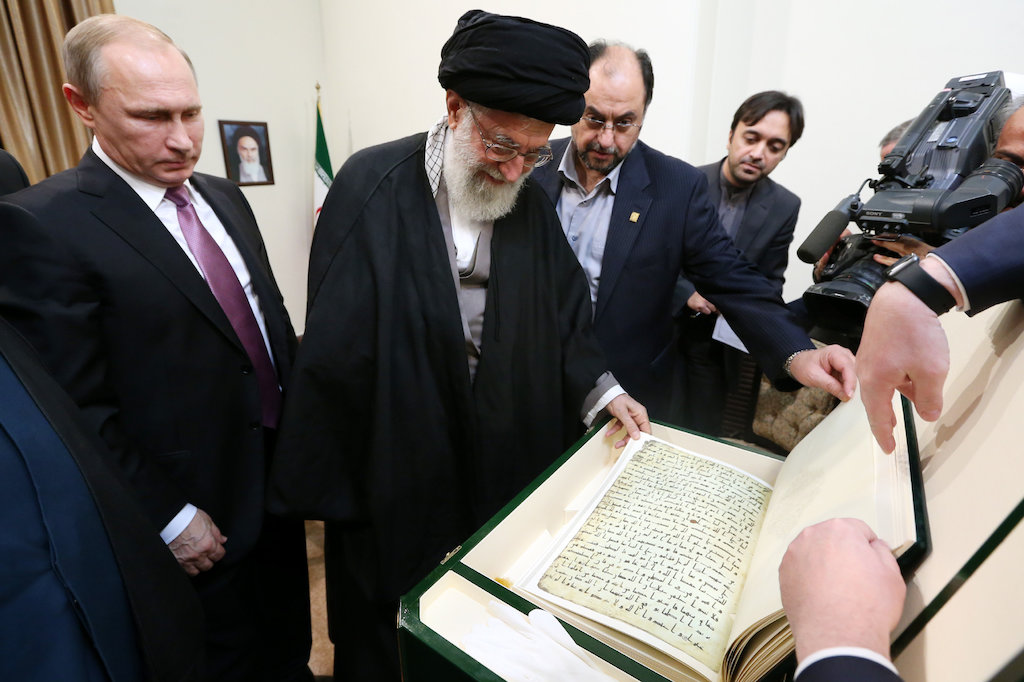
پوتین درحال هدیه دادن کتاب قدیمی قرآن به علی خامنه‌ای
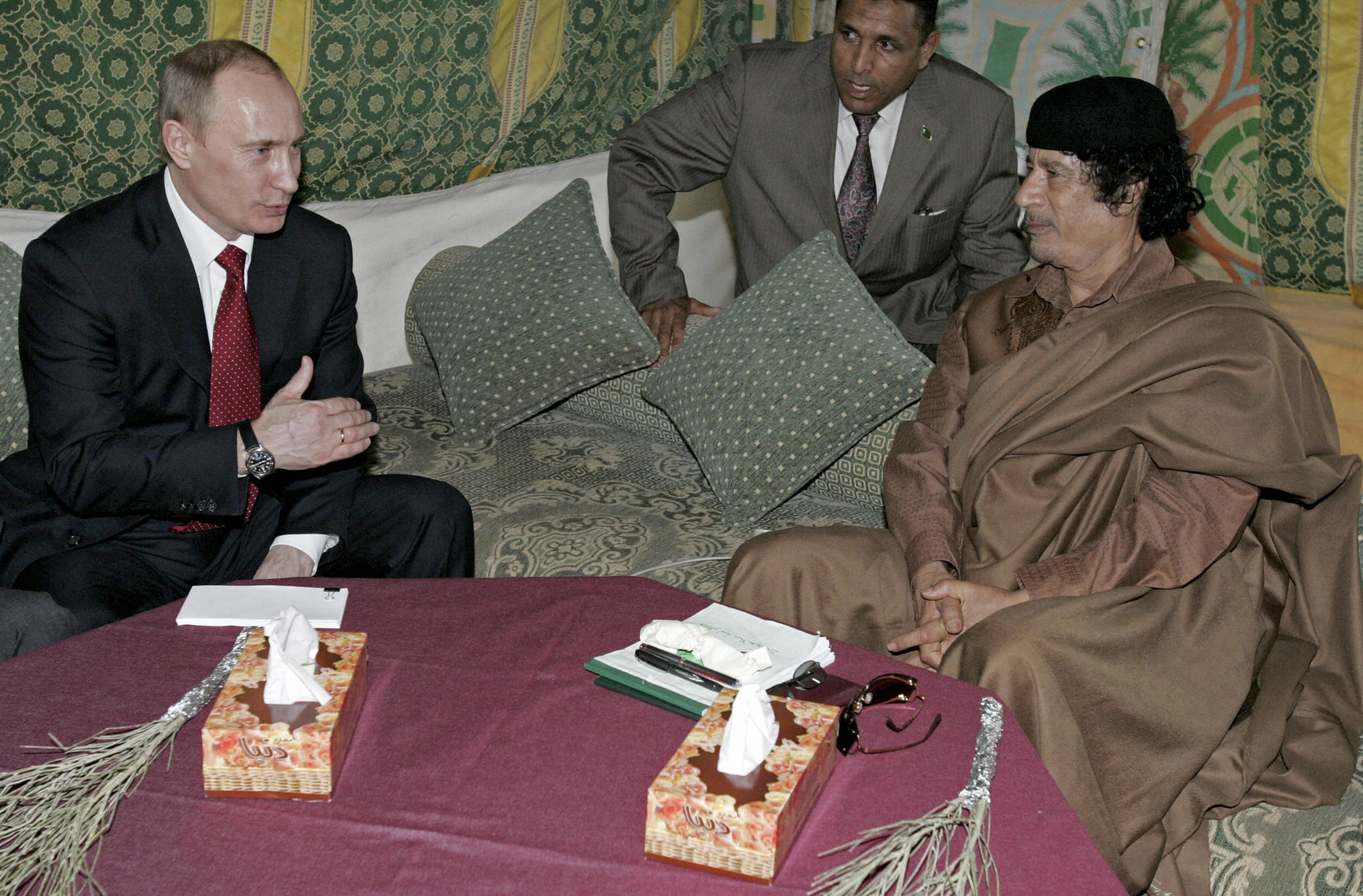
پوتین و قذافی
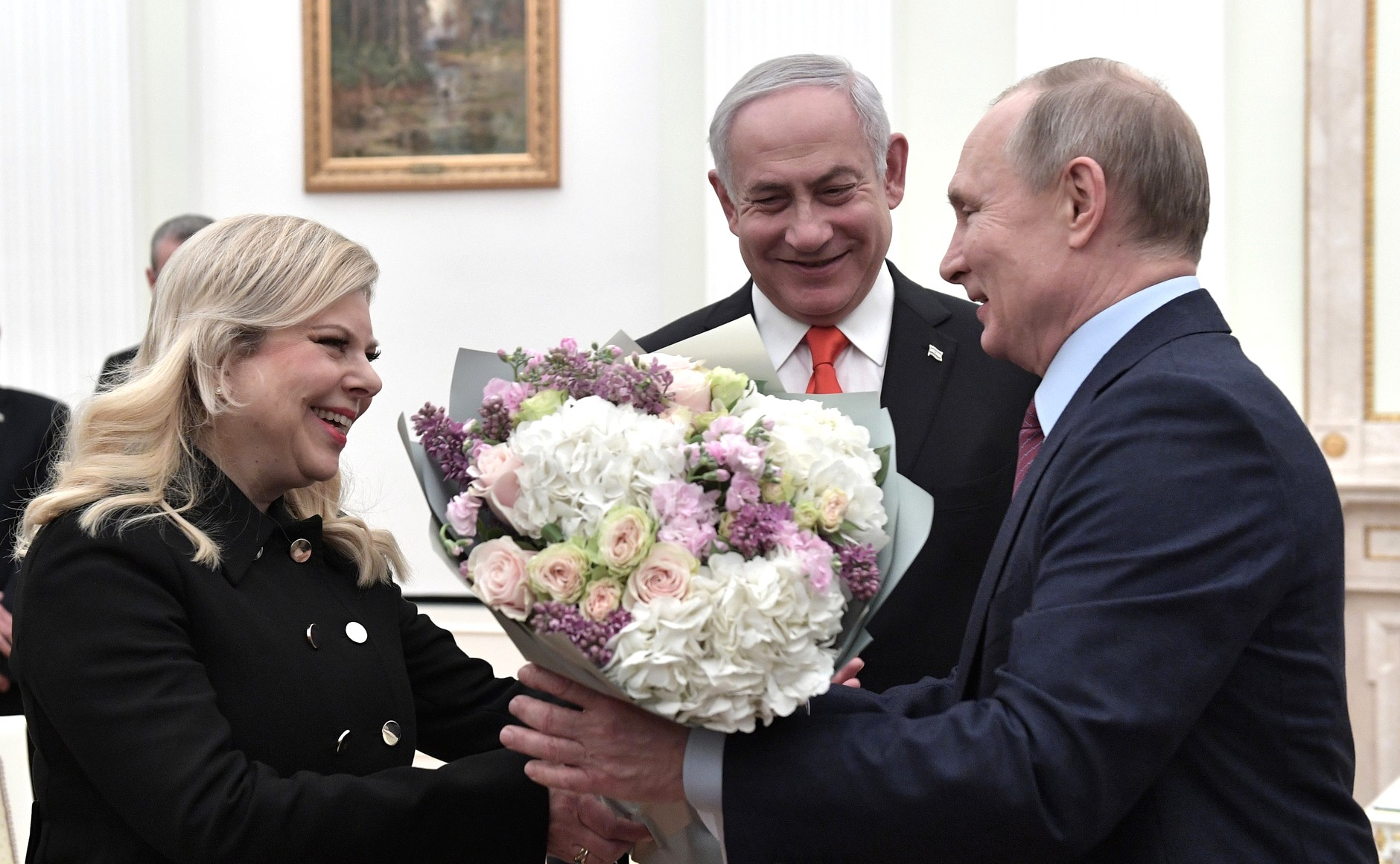
پوتین درحال گل دادن به سارا نتانیاهو
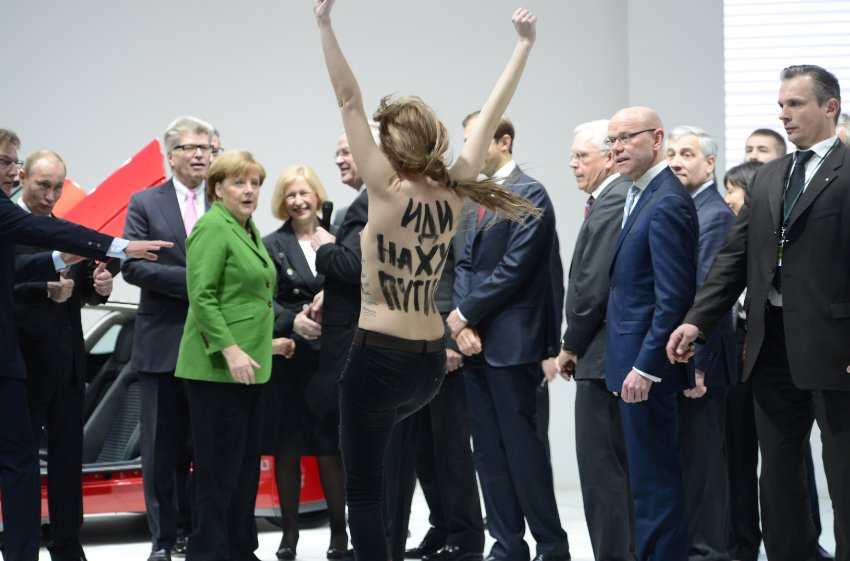
اعتراض گروه فمن به آنگلا مرکل و پوتین